# Винкус, Антанас
Антанас Винкус (лит. Antanas Vinkus; род. 25 декабря 1942, Кретинга, Литовская ССР, СССР) — литовский государственный служащий и дипломат.

## Биография
Родился 25 декабря 1942 года. В 1949—1960 годах обучался в средней школе в городе Кретинга. В молодости думал стать священником. В 1960—1966 годах обучался в Каунасском медицинском институте.
В 1966 и 1968—1970 годах работал врачом-терапевтом в Клайпедской республиканской больнице. В 1966—1968 годах был главным врачом в больнице города Неринга. В 1970—1972 годах занимал пост заведующего терапевтическим отделением Клайпедской городской строительной поликлиники. В 1972—1975 годах был руководителем 3-й поликлиники Клайпедской республиканской больницы. В 1976 году основал Клайпедскую университетскую больницу. В 1975—1982 годах был главным врачом этой больницы.
В 1982—1986 годах служил заместителем министра здравоохранения Литовской ССР. В 1986—1989 годах был главным врачом клиники имени Пятраса Яшинскаса при Каунасском медицинском институте. В 1989—1990 годах — министр здравоохранения ЛССР. В 1990—1993 годах служил заместителем министра социального обеспечения Литвы. В 1993—1994 годах — заместителем министра здравоохранения Литва. В 1994—1996 годах — министр здравоохранения Литвы в правительствах Адольфаса Шлежевичюса и Миндаугаса Станкявичюса. В 1997—2002 годах — генеральный директор Вильнюсской университетской больницы.
В 2002 году президент Валдас Адамкус присвоил ему дипломатический ранг чрезвычайного и полномочного посла. В 2002—2006 годах — посол Литвы в Эстонии, 2006—2008 годах — посол Литвы в Латвии, 2008—2011 годах — посол Литвы в Российской Федерации.
В 2011—2013 годах в Неринге победил на выборах от социал-демократической партии Литвы, став мэром города. В 2013—2016 годах служил советником по здравоохранению премьер-министра Альгирдаса Буткявичюса. В 2016—2017 годах — член Сейма Литвы. 14 ноября 2017 года исключён из списка социал-демократической партии Литвы после отказа подчиниться приказу партии и удалиться из правящей парламентской коалиции. Женат. Имеет сына. Свободно владеет французским и русским языками.

## Награды и почётные звания
- Офицер ордена Заслуг перед Республикой Польша;
- Орден Великого князя Литовского Гядиминаса IV степени (2000);
- Почётный гражданин города Неринга (2001);
- Почётный гражданин Кретингского района (2002);
- Орден Юлия Казенаса (2002);
- Орден Белой Звезды II степени (Эстония) (2004);
- Медаль Балтийской Ассамблеи (2005);
- Орден Креста земли Марии I класса (Эстония) (2006);
- Орден Трёх звёзд III класса (Латвия) (2008);
- Знак почёта Клайпедского уезда (2010);
- Награда МИД РФ «За вклад в международное сотрудничество» (2011);
- Медаль МИД Литвы «За заслуги на дипломатической службе Литвы» (2011).